# Logansport (Indiana)
Logansport es una ciudad ubicada en el condado de Cass en el estado estadounidense de Indiana. En el Censo de 2010 tenía una población de 18.396 habitantes y una densidad poblacional de 791,83 personas por km².

## Historia
Logansport se fundó hacia 1826 y debe su nombre a un guerrero Shawnee llamado James Logan, más conocido como "Capitán Logan", que sirvió como explorador para las fuerzas estadounidenses en los alrededores durante la Guerra de 1812.
Logansport alberga un renovado carrusel Dentzel. De los muchos carruseles construidos por la Dentzel Carousel Company, el renovado es "uno de los tres primeros carruseles de Dentzel que están prácticamente intactos". El carrusel se encuentra en el parque Riverside, a orillas del río Eel. Los jinetes pueden intentar coger un anillo de bronce mientras montan, este juego de carrusel sirve como base actual para el eslogan de desarrollo económico local "Logansport - Condado de Cass: Coge el anillo de bronce". El carrusel figura en el Registro Nacional de Lugares Históricos y es un monumento nacional. También figuran en el Registro Nacional de Lugares Históricos el Bankers Row Historic District, el Courthouse Historic District, la Ferguson House, la Jerolaman-Long House, la John Keip House, la Kendrick-Baldwin House, la Willard B. Place House, el Point Historic District, la Pollard-Nelson House y la Henry Tousley House.

## Geografía
Logansport se encuentra ubicada en las coordenadas 40°45′1″N 86°21′22″O / 40.75028, -86.35611. Según la Oficina del Censo de los Estados Unidos, Logansport tiene una superficie total de 23'23 km², de la cual 22'66 km² corresponden a tierra firme y (2'47%) 0'57 km² es agua.

## Demografía
Según el censo de 2010, había 18.396 personas residiendo en Logansport. La densidad de población era de 791,83 hab./km². De los 18.396 habitantes, Logansport estaba compuesto racialmente por el 80'66% blancos, el 2'28% eran negros, el 0'76% eran amerindios, el 1'69% eran asiáticos, el 0'11% eran isleños del Pacífico, el 12'25% eran de otras razas y el 2'24% pertenecían a dos o más razas. Del total de la población, el 21'6% eran hispanos o latinos de cualquier raza.